# 26080 Pablomarques
26080 Pablomarques este un asteroid din centura principală de asteroizi.

## Descriere
26080 Pablomarques este un asteroid din centura principală de asteroizi. A fost descoperit pe 14 martie 1980 la Stația Anderson Mesa de Edward L. G. Bowell. Asteroidul prezintă o orbită caracterizată de o semiaxă mare de 2,28 ua, o excentricitate de 0,16 și o înclinație de 9,9° în raport cu ecliptica.